# Ayeta Anne Wangusa
Ayeta Anne Wangusa, sinh ra tại Kampala, Uganda, ngày 9 tháng 9 năm 1971, là một nhà văn và nhà hoạt động người Uganda. Là một thành viên sáng lập (1995) của FEMRITE, Hội Nhà văn Phụ nữ Uganda, Wangusa lần đầu tiên đạt được sự công nhận rộng rãi hơn trong giới văn học cho cuốn tiểu thuyết Hồi ký của Mẹ (1998). Bà cũng là một thành viên sáng lập (2009) của African Writers Trust, hiện tại (tính đến năm 2018) phục vụ trong ban cố vấn.
Ngoài sự nghiệp văn học của bà, bao gồm cả Tears of Hope: Bộ sưu tập truyện ngắn của phụ nữ nông thôn Uganda [2002], mà bà biên tập cùng Violet Barungi, thì Wangusa đã có một sự nghiệp song song với công việc liên quan đến phát triển xã hội, quản trị và quyền phụ nữ.

## Hoạt động chuyên môn
Từ tháng 7 năm 2009, Wangusa đã làm việc với SNV - Tổ chức Phát triển Hà Lan ở Tanzania với tư cách Cố vấn Quản trị (Media) cho Sáng kiến Trách nhiệm Công cộng Tanzania. Trước đây, bà làm việc với SNV ở Tanzania với tư cách là cố vấn tăng cường xã hội dân sự, tháng 7 năm 2006 - tháng 7 năm 2009.
Từ tháng 10 năm 2004 đến tháng 3 năm 2006, Wangusa phục vụ như Cán bộ Dự án Phát triển và Thực hiện, Mạng Kiến thức Mở, với Tổ chức Nghiên cứu và Y khoa Châu Phi (AMREF) ở Tanzania.
Từ tháng 12 năm 1996 đến tháng 12 năm 2003, Wangusa đã làm việc với Tổng công ty Xuất bản và In ấn Tầm nhìn mới, Uganda, với tư cách là một biên tập viên phụ, và vào tháng 8-12 / 1996, bà làm biên tập sách với Fountain Publishers Ltd, Uganda.

## Danh hiệu và giải thưởng
Từ năm 2009 đến năm 2011, Wangusa là Điều phối viên của Hội thảo Giới và Quyền phụ nữ của Diễn đàn Liên bang, Perth, Australia và Ủy ban Cố vấn Xã hội Dân sự Khối thịnh vượng chung (CSAC), đại diện cho khu vực Đông Phi.
Wangusa đã được lựa chọn bởi Đối tác mới cho Phát triển Châu Phi (NEPAD) là một phần của nhóm chuyên gia về Phát triển Năng lực và Trao đổi Kiến thức, tháng 7 năm 2011.
Năm 2005, Wangusa là một đại diện của các nhà văn nữ cho Hội văn bút Uganda.
Vào tháng 9 - tháng 10 năm 2003, Wangusa tham gia Liên hoan văn học Cheltenham ở Anh như một phần của Dự án xuyên lục địa. Cũng trong năm 2003, bà làm thẩm phán cho Giải thưởng Nhà văn thịnh vượng chung (Khu vực châu Phi), được tài trợ bởi Quỹ Thịnh vượng chung cùng với Giáo sư Mary Kolawole của Nigeria và Giáo sư Andries Oliphant của Nam Phi.
Trong thời gian từ tháng 8 đến tháng 10 năm 1998, Wangusa đã tham gia vào Chương trình Nhà văn Quốc tế uy tín, Đại học Iowa, và được trao tặng học bổng danh dự của trường Đại học Iowa.
Vào tháng 3 năm 2002, Wangusa phục vụ như là một giám khảo trong cuộc thi tiểu luận quốc gia do Trung tâm Hoa Kỳ (Uganda) tổ chức để kỷ niệm tháng lịch sử Mỹ gốc Phi. Vào tháng 6 năm 2002, bà làm Phó Giám đốc Báo cáo cho Đại hội Quốc tế liên ngành lần thứ 8 về Phụ nữ ở Kampala, Uganda.